# Legio XVIII
Legio XVIII — римський легіон.

## Історія
Створений у 41 році до н. е. Октавіаном, можливо реформований з республіканського XVIII Лівійського легіону. В 30-х роках до н. е. брав участь у війні проти Секста Помпея. В 31 році до н. е. бився на боці Октавіана у вирішальній битві при Акціумі. Після цього переміщено до провінції Аквітанія, де перебував до 14 року до н. е. Ветерани отримали землі у м. Атесте (сучасне м. Есте, північна Італія).
У 15 році до н. е. переведено до Кастри Ветера (сучасне м. Ксантен), провінція Верхня Германія. Тут у 12-9 роках до н. е. брав участь у походах Друза Старшого. З 9 року до н. е. до 5 року н. е. командуванням над римськими легіонами у Германії перебрав Тиберій, майбутній імператор. Legio XVII брав участь у всіх походах останнього.
У 5 році увійшов до складу армії під загальним командуванням Публія Квінтілія Вара. У 9 році разом з іншими легіонами був знищений під час битви у Тевтобурзькому лісі. За наказом імператора Августа в нагадування про це нещастя номер легіону було назавжди видалено з переліку легіонних номерів імперії.